# Celson João Barros Costa
Celson João Barros Costa, meglio noto come Celson (Luanda, 5 ottobre 1986), è un ex calciatore angolano, di ruolo attaccante.

## Carriera

### Club
Ha giocato nella massima serie angolana e in quella cipriota e tra la seconda e la terza divisione portoghese.

### Nazionale
Nel 2010 ha esordito in nazionale.

## Statistiche

### Cronologia presenze e reti in nazionale
| Cronologia completa delle presenze e delle reti in nazionale ― Angola | Cronologia completa delle presenze e delle reti in nazionale ― Angola | Cronologia completa delle presenze e delle reti in nazionale ― Angola | Cronologia completa delle presenze e delle reti in nazionale ― Angola | Cronologia completa delle presenze e delle reti in nazionale ― Angola | Cronologia completa delle presenze e delle reti in nazionale ― Angola | Cronologia completa delle presenze e delle reti in nazionale ― Angola | Cronologia completa delle presenze e delle reti in nazionale ― Angola |
| Data                                                                  | Città                                                                 | In casa                                                               | Risultato                                                             | Ospiti                                                                | Competizione                                                          | Reti                                                                  | Note                                                                  |
| --------------------------------------------------------------------- | --------------------------------------------------------------------- | --------------------------------------------------------------------- | --------------------------------------------------------------------- | --------------------------------------------------------------------- | --------------------------------------------------------------------- | --------------------------------------------------------------------- | --------------------------------------------------------------------- |
| 12-10-2010                                                            | Abu Dhabi                                                             | Emirati Arabi Uniti                                                   | 0 – 2                                                                 | Angola                                                                | Amichevole                                                            | -                                                                     | ?’                                                                    |
| 20-1-2018                                                             | Agadir                                                                | Angola                                                                | 1 – 0                                                                 | Camerun                                                               | Campionato delle Nazioni Africane 2014 - 1º turno                     | -                                                                     | 88’                                                                   |
| 28-1-2018                                                             | Tangeri                                                               | Nigeria                                                               | 2 – 1 dts                                                             | Angola                                                                | Campionato delle Nazioni Africane 2014 - Quarti di finale             | -                                                                     | 89’                                                                   |
| Totale                                                                |                                                                       | Presenze                                                              | 3                                                                     |                                                                       | Reti                                                                  | 0                                                                     |                                                                       |